# Eketjärnet (Skillingmarks socken, Värmland)
Eketjärnet är en sjö i Eda kommun i Värmland och ingår i Göta älvs huvudavrinningsområde. Sjöns area är 0,015 kvadratkilometer och den är belägen 308 meter över havet.